# 2008년 한화 이글스 시즌
2008년 한화 이글스 시즌은 한화 이글스가 KBO 리그에 참가한 15번째 시즌으로, 빙그레 이글스 시절까지 합하면 23번째 시즌이다. 김인식 감독이 팀을 이끈 4번째 시즌이며, 신경현이 주장을 맡았다. 팀은 5할 승률을 달성했지만 삼성 라이온즈에 1경기 차로 밀리며 8팀 중 정규시즌 5위에 그쳐 4년 만에 포스트시즌 탈락을 경험했다.

## 타이틀
- 베이징 올림픽 금메달: 김민재, 류현진
- 베이징 올림픽 대륙별 플레이오프 2위: 류현진
- KBO 골든글러브: 김태균 (1루수)
- KBO 사랑의 골든글러브: 한화 이글스 선수단
- 제일화재 프로야구대상 최고타자상: 김태균
- 스포츠토토 올해의 선행상: 김태균
- 삼성 PAVV 스포츠조선 프로야구 테마랭킹 포지션별 베스트: 김태균 (1루수), 클락 (외야수 3위), 김태완 (지명타자)
- 올스타 선발: 김태균 (1루수), 김민재 (유격수), 이범호 (3루수), 클락 (외야수)
- 올스타전 추천선수: 류현진, 토마스, 신경현
- 컴투스프로야구2022 타이틀홀더 라인업: 마정길 (구원투수), 김태완 (지명타자)
- 수비 WAR: 김민재 (2.26)
- 홈런: 김태균 (31)
- 루타: 김태균 (255)
- 장타율: 김태균 (0.622)
- OPS: 김태균 (1.039)
- 마무리등판: 토마스 (53)
- 장타: 김태균 (59)
- 순장타율: 김태균 (0.298)
- GPA: 김태균 (0.343)
- 풋아웃: 김태균 (927)

### 퓨처스리그
- 퓨처스 올스타: 정대훈, 정범모, 신민기, 최진행
- 남부리그 타석: 김강 (355)
- 남부리그 타수: 김강 (298)
- 남부리그 타점: 김강 (57)
- 남부리그 볼넷: 김강 (50)
- 4사구: 김강 (54)
- 남부리그 희생플라이: 정현석 (7)
- 완투: 최진호 (3)
- 남부리그 이닝: 김백만 (89.1)
- 남부리그 투구 수: 정대훈 (1585)
- 남부리그 상대한 타자 수: 정대훈 (417)
- 남부리그 탈삼진: 정대훈 (67)

## 선수단
- 선발투수: 류현진, 송진우, 유원상, 정민철, 양훈
- 구원투수: 마정길, 윤규진, 구대성, 최영필, 안영명, 권준헌, 양승진, 박정진, 윤기호, 문용민, 윤경영
- 마무리투수: 토마스, 김혁민, 김경선, 정대훈, 김백만
- 포수: 신경현, 이희근, 정범모
- 1루수: 김태균
- 2루수: 한상훈, 이로운, 오선진
- 유격수: 김민재, 백승룡
- 3루수: 이범호
- 좌익수: 이영우, 추승우, 연경흠, 정현석, 조원우, 최진행, 오재필
- 중견수: 클락, 김동영
- 우익수: 송광민, 윤재국, 김수연, 고동진
- 지명타자: 김태완, 한윤섭, 이도형

## 여담
- 클락은 전반기 86득점으로 KBO 리그 단일 시즌 전반기 최다 기록을 세웠다.
- 9월 3일 두산 베어스와의 경기는 연장 18회까지 진행되어 KBO 리그 역대 최장이닝 경기로 남아있다.
- 송진우는 이 시즌에 KBO 리그 사상 최초로 KBO 리그 통산 150패, 2000탈삼진을 달성했다.
- 팀은 실책 54회에 그쳐 역대 단일 시즌 팀 최소 실책을 기록했다.
- 이 시즌은 KBO 리그 사상 14번째로 규정 이닝 충족 투수 전원이 양수 WAR을 기록한 시즌이다. 이 중 가장 WAR이 낮았던 정민철은 WAR 0.47을 기록했다.
- 클락, 이범호, 김태완은 전반기 101경기에 출전하여 KBO 리그 역대 단일 시즌 전반기 최다 출전 기록을 세웠다.
- 김태완은 구단 사상 최연소로 단일 시즌 규정 타석을 채운 지명타자가 되었다.
- 송진우는 단일 시즌 규정 이닝을 채운 KBO 리그 최고령 투수가 되었다.
- 토마스는 59경기에 구원등판하여 KBO 리그 외국인 투수 최다 기록을 세웠다.

## 같이 보기
- 2007년 한화 이글스 시즌